# Tetralogia Radix
A Tetralogia Radix é um conjunto de quatro livros de ficção científica escritos por Alfred Angelo Attanasio. O primeiro romance, Radix, indicado ao Prêmio Nebula, foi publicado em 1981, e o último romance, The Last Legends of Earth, em 1989.
Todos os quatro livros foram relançados pela editora Phoenix Pick, uma divisão da Arc Manor Publishers, nos formatos de capa dura e livro de bolso.

## A tetralogia
- Radix (1981)
- In Other Worlds (1984)
- Arc of the Dream (1986)
- The Last Legends of Earth (1989)